# Советський (Єйський район)
Советський — селище в Єйському районі Краснодарського краю. Центр Трудового сільського поселення.
Розташоване за 21 км на південний-захід від Єйська.